# MAN TGA
MAN TGA – seria ciężkich (dwu, trzy i czteroosiowych) pojazdów użytkowych (ciągniki siodłowe, wywrotki, śmieciarki, podnośniki, cementowozy, pojazdy gaśnicze itp.) niemieckiej firmy MAN AG (MAN Nutzfahrzeuge AG), wprowadzona na rynek w roku 2000.

## Historia serii

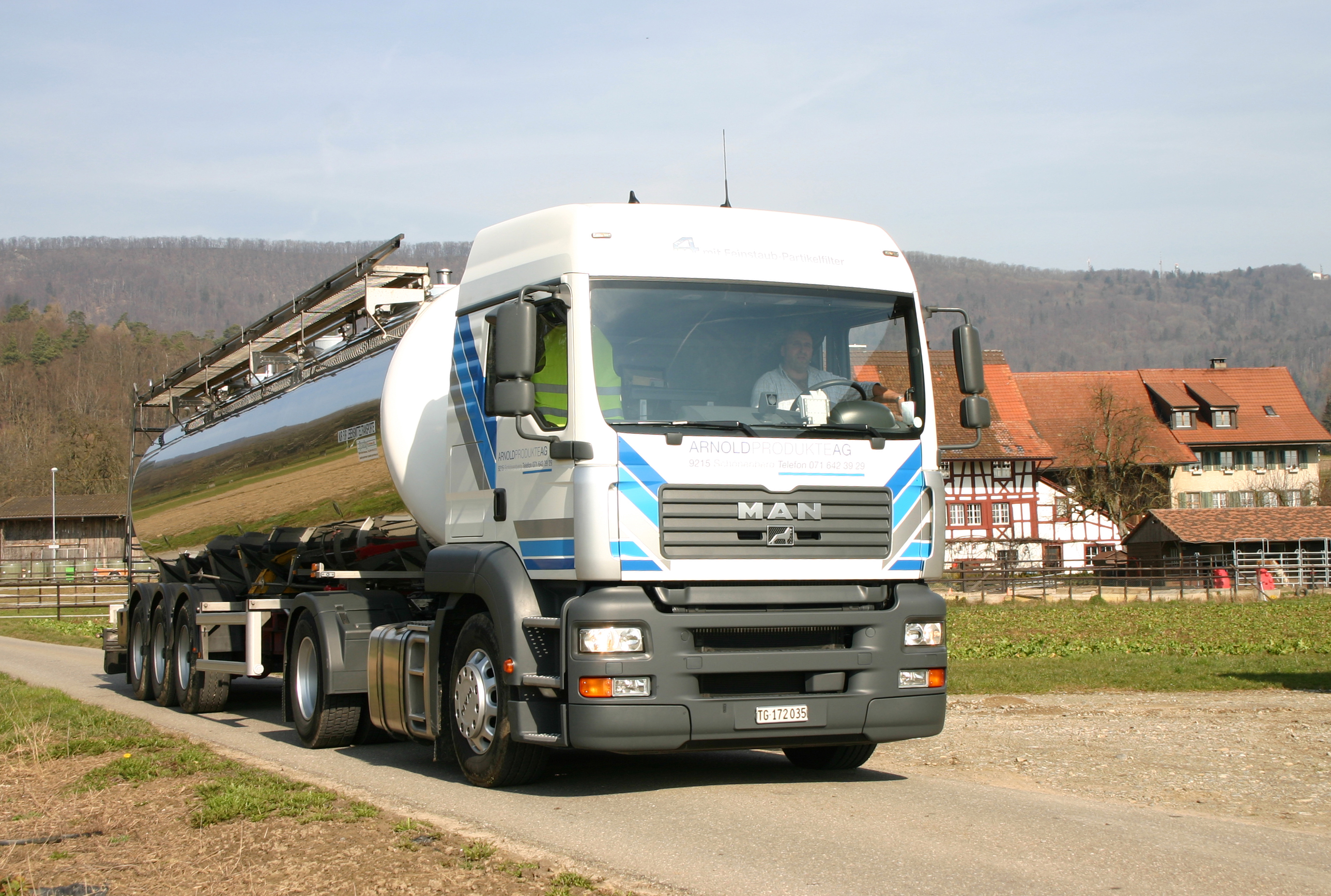
Ciągnik siodłowy MAN TGA LX z naczepą-cysterną

Seria MAN TGA uzyskała tytuł "Ciężarówki Roku 2001" (International Truck of the Year 2001).
Produkcję serii TGA rozpoczęto w 2000 roku początkowo wyłącznie w odmianach przeznaczonych do transportu dalekobieżnego. Wersje przeznaczone do przewozów ładunków na krótszych dystansach wprowadzone zostały do oferty w III kwartale tego samego roku. 
Do napędu tej serii modelowej przewidziano silniki rodziny D 2866 o pojemności 12 litrów i mocach 310 KM, 360 KM lub 410 KM. Wersje do dalekobieżnych przewozów wyposażane były w silniki rodziny D 2876 o pojemności 12,8 litra i mocach 460 KM lub 510 KM.
Od 2004 roku montowana jest nowa seria silników D 20 wyposażona we wtrysk bezpośredni typu Common rail o mocach 310 KM, 350 KM, 390 KM i 430 KM. Seria silników D 2876 przeszła również modernizację i uzyskiwała moc 480 KM lub 530 KM. 
Silnik z serii D 20 typu D 2066 LF01 ma 6 cylindrów w układzie pionowym, rzędowym i z górnym wałkiem rozrządu; jest turbodoładowany, z chłodzeniem powietrza doładowującego i recyrkulacją spalin. Ma 4 zawory na cylinder, pojemność skokową 10,518 litra i stopień sprężania 19:1. Moc maksymalna tego silnika wynosi 316 kW (430 KM) przy 1900 obr./min i maksymalny moment obrotowy 2100 Nm przy 1000-1400 obr./min.
Silnik z serii D 26 typu D 2676 LF01 ma 6 cylindrów w układzie pionowym, rzędowym, z górnym wałkiem, turbodoładowaniem, chłodzeniem powietrza i recyrkulacją spalin. Ma również 4 zawory na cylinder, pojemność skokową 12,418 litra i osiąga moc maksymalną 353 kW (480 KM) przy 1900 obr./min i moment obrotowy 2300 Nm przy 1050-1400 obr./min. Możliwe jest zwiększenie mocy silników serii D 26 aż do 397 kW (540 KM) i ich momentu obrotowego do 2500 Nm.
Modele serii TGA wyposażane były w 6 rodzajów kabin. Krótką M, przedłużoną L, przedłużoną i podwyższoną LX. Pojazdy dalekobieżne wyposażane były w szersze o 20 cm kabiny XL, XLX (od 2006 roku) oraz największą XXL.
W październiku 2007 roku rozpoczęto produkcję modeli rodziny TGA w zakładach "MAN Trucks" zlokalizowanych w Niepołomicach pod Krakowem. Są to modele przeznaczone głównie na rynki państw byłego ZSRR oraz odmiany należące do serii "WorldWide" przeznaczone do sprzedaży na rynkach państw afrykańskich i arabskich. Wersje "WorldWide" charakteryzują się wykorzystaniem podzespołów starszych serii modelowych koncernu MAN AG. Modele te napędzane są spełniającymi normy czystości spalin Euro 2 lub Euro 3, 6 cylindrowymi silnikami serii D2066 oraz D2676.
W 2009 roku utworzona została w Uzbekistanie spółka MAN Auto-Uzbekistan, która w listopadzie tego samego roku rozpoczęła produkcję modeli serii TGA w Samarkandzie. W początkowym okresie pojazdy wyprodukowane w Uzbekistanie przeznaczone będą wyłącznie na rynek wewnętrzny, jednak w przyszłości planowany jest eksport do Azerbejdżanu, Gruzji oraz Kazachstanu.